# Lill Gustafsson
Lill Kersti Gustafsson, gift Byhman, född 30 september 1961 i Kungsbacka, är en svensk friidrottare som under 1980-talet tävlade på svensk elitnivå i kortdistanslöpning för klubben Mölndals AIK.

## Personliga rekord
- 200 meter - 24,82 (Karlstad 20 juli 1985)
- 400 meter - 53,26 (Budapest 10 augusti 1985)
- 800 meter - 2.11,4 (Varberg 3 juli 1977)